# Бобровица (район Чернигова)
Бобро́вица (укр. Бобровиця) — исторически сложившаяся местность (район) Чернигова, расположена на территории Деснянского административного района. Было центром Бобровицкого сельсовета.

## История
Село основано на месте летописного города Черниговского княжества Гуричев, которое упоминается в 1078 году. Время основания Бобровицы одни историки относят к периоду Киевской Руси, другие — к 2-й половине 17 века. По мнению археолога Б. А. Рыбакова, Бобровица упоминается как Гуричев город в летописи с 1152 года, когда ростовский князь Юрий Владимирович вместе с половцами осуществили поход на Чернигов. В народе село также называли Юрьевкой, что по мнению М. Е. Маркова Гургий и Юрий — одно и то же. Как доказательство того, что Гуричев и Бобровица — одно и то же село — приводился факт сооружения в селе в начале 18 века Георгиевской церкви (была расположена у перекрестка современных улиц Шевченко и Кистяковских).
Согласно П. Кулаковскому, село Бобровица возникло перед 1638 годом — период основания ряда сёл оседлыми казаками черниговского старосты Мартына Калыновского, в этом же году упоминается в подымном реестре — 40 «дымов». «Положеніе имѣетъ … на столбовой дорогѣ изъ Чернигова въ Стародубъ и Глуховъ; на неболшомъ косогорѣ, по берегу луга и рѣки Десны, с лѣвой стороны». В народе село называли Юрьевкой (от родственности имён Георгий—Юрий). «Название Бобровица связывают с тем, что в селе жили казаки, которые занимались охотой на бобров», то есть бобровники.
В начале 19 века западную часть Бобровицы было присоединено к Чернигову, которая стала называться Бобровицкой слободой. В селе Бобровице и хуторах вокруг него (так называемые Бобровицкие дачи) в середине 19 века свыше 3/4 всех земель принадлежали помещикам С. С. Савичевой и П. С. Глебову.
В ходе коллективизации в селе Бобровица, которое раскинулось по обе стороны шоссе Чернигов—Новгород-Северский, был организован колхоз имени М. И. Калинина.
Согласно справочнику «Українська РСР. Административно-теріторіальний поділ на 01 вересня 1946 року» село числилось в составе Бобровицкого сельсовета.
Во время Великой Отечественной войны, в период оккупации немецко-фашистскими войсками на окраине села был организован концлагерь советских военнопленных «Яцево» — на территории современного предприятия «Сиверянка». В 1973 году здесь установлен памятный знак.
В послевоенные годы село отстраивалось.
В 1969 году на периферии села Бобровица — в конце улицы Калинина построена «Черниговская фабрика резинотехнических изделий» (сейчас «Сиверянка») (улица Малиновского дом № 36/4). В связи с этим была спроектирована одна из первых трёх линий троллейбусных маршрутов в городе. 5 ноября 1964 года улицы Шевченко и Малиновского стала участком одного из трёх первых троллейбусных маршрутов города, связав Бобровицу и Вокзал.
Согласно справочнику «Українська РСР. Административно-теріторіальний поділ на 01 січня 1972 року» село числилось в составе Бобровицкого сельсовета (также включал сёла Александровка, Певцы)
В декабре 1973 году село Бобровица Черниговского района было включено в состав города, без сохранения статуса. На 1973 год в селе насчитывалось свыше 850 дворов и около 4300 жителей.
В 1980-е годы участок улицы Шевченко — до современного Центра для потерпевших от последствий аварии на ЧАЭС и ветеранов — стала участком нового троллейбусного маршрута № 10, 19 декабря 2016 года тот же участок стал частью маршрута № 11.
В 2020 году единственная школа № 23 (улица Шевченко, дом № 187) в Бобровице была закрыта из-за аварийности здания и затем снесена.
Напротив школы было расположено здание дома культуры (улица Шевченко, дом № 228), которое также было снесено, на его месте в 2021 году был открыт супермаркет.

## География
Бобровица расположена в северо-восточной периферийной части Деснянского района на правобережной террасе Десны — между условно улицей Кольцевая и селом Новосёловка. На севере Бобровицы местность с северо-запада (от урочища Кривуловщина) на юго-восток расчленяет балка, в которой расположено два пруда (между улицами Кленовая, Шевченко и Городнянская). Наряду с преимущественно усадебной застройкой, присутствует небольшой участок (угол улиц Малиновского и Шевченко) многоэтажный жилой застройки, огороды, учреждения обслуживания. Нет школ и детских садов. Ранее были дом культуры, школа, исследовательское хозяйство Украинского научно-исследовательского института с/х микробиологии, колхоз имени Кирова.
Есть магазины продовольственных и не продовольственных товаров.
На севере у административной границы Деснянского района с Черниговским районом: расположены гаражи, леса (урочища Берёзовый Яр и Кривуловщина) и кладбище. Северо-восточнее примыкает село Новосёловка, восточнее — урочище Хутор Юрков и пастбища. На севере ландшафт расчленён балкой (урочище Кривуловщина), в наинизшей точке которой расположены озёра (возле улиц Кленовая и Шевченко).
Западнее расположены территории промпредприятий («Черниговский завод радиоприборов» и Сиверянка, ПМК И СПМК, строительные организации (БМУ, РБУ)), промбазы.
Отсутствует сеть централизованной канализации в усадебной застройке.
На территории Бобровицы расположены памятник археологии местного значения Поселение «Кукашины-1» (частично расположен на территории Черниговского района), памятники археологии (только что выявленные объекты археологического наследия) Поселение «Бобровица-1», Поселение «Бобровица-2», Поселение «Бобровица-3», Поселение «Бобровица-4», Поселение «Кукашины-2», Поселение «Кленовое», Поселение «Заплава». Памятники археологии (кроме «Кукашины-1») расположены под усадебной застройкой.
Памятники истории местного значения:
1. На территории бывшего сельского кладбища — «Группа братских могил советских воинов, которые погибли при освобождении села Бобровица в сентябре 1943 года» (1943, 1957) с охранным № 27, без охранной зоны[11][12].
2. На территории предприятия «Сиверянка» (улица Малиновского, 36) — «Памятный знак на месте концлагеря «Яцево»» (1942—1943, 1973) с охранным № 35, с охранной зоны
3. восточнее улицы 50 лет Победы: бывший хутор Юрков — «Братская могила мирных жителей, расстрелянных фашистами в 1941—1943 годах» (1941—1945, 1975) с охранным № 1950, без охранной зоны

Памятники природы:
1. в парке Бобровица — Бобровицкая сосна — с 1972 года ботанический памятник природы местного значения площадью 0,01 га — возраст свыше 150 лет

Галерея Бобровицы
улица Шевченко
Сосницкая улица
пруд безымянного ручья (Кленовая улица)

### Улицы
После вхождения Бобровицы в черту города Чернигова некоторые улицы для упорядочивания наименований были переименованы, например, Тихая на Братьев Гарам, Строительная на Ерёменко (сейчас Луговая), Кирова на Менжинского (сейчас Приветная).
Улицы: 1-я радиозаводская, 2-я радиозаводская, 3-я радиозаводская, 50 лет Победы, Борщова, Братьев Гарам, Вишнёвая, Волкова, Восточная, Городнянская, Григория Верёвки, Дмитрия Бортнянского, Кленовая, Комарова, Кривоноса, Липинского, Луговая, Малиновского, Механизаторов, Молчанова (Матчанова), Нины Сагайдак, Озёрная, Песчаная, Приветная, Радиозаводская, Радищева, Рахматулина, Речная, Романа Бжеского, Сосницкая, Урожайная, Шевченко, Школьная, Шмидта, Яблочная.
Переулки: 1-й Кривоноса, 2-й Кривоноса, 3-й Кривоноса, 1-й Механизаторов, 2-й Механизаторов, 1-й Радищева, 2-й Радищева, Борщова, Нины Сагайдак, Овражный, Шевченко.
Три основные улицы (Шевченко, Сосницкая и Рахматулина) тянутся вдоль территории района с юго-запада на северо-восток, достигая около двух километров в длину. Остальные улицы — небольшой длины.

## Социальная сфера
Единственная школа № 23 была закрыта, здание снесено.
По улице Шевченко, 160 расположен диагностический центр (областной специальный диспансер радиологической защиты населения).
По адресу ул. Малиновского, 59 расположена База олимпийского резерва по лыжным видам спорта.

## Транспорт
Улица Шевченко — главная транспортная магистраль Бобровицы. Маршруты троллейбусов № 1, 10 (до Сиверянки), 11 (до ост. Бобровица), автобусов/маршрутных такси № 1, 8, 12, 21, 25, 42 (по ул. Защитников Украины до ЧеЗаРа), 14 и 26 (к Яцево), 16 и 17 (к селам Вознесенское и Новосёловка), 160 (к селам Березанка, Киселевка)